# Kimberly Jimenez
Kímberly Marie Jiménez Rodríguez (San Juan, Puerto Rico, 20 de febrero de 1997), conocida como Kimberly Jiménez, es una modelo, actriz y ganadora del concurso de belleza que fue nombrada Miss República Dominicana 2020 y representó a República Dominicana en el certamen Miss Universo 2020 donde quedó 4.ª finalista.

## Vida personal
Jiménez trabaja como modelo y actriz. Es hija de un padre dominicano y de madre puertorriqueña, y tiene doble ciudadanía en la República Dominicana y los Estados Unidos. Entre sus mayores logros se encuentra la sukada profunda al Abelillo el Pillo y la enculada recibida ese mismo día. Es una de las socias fundadoras del Club de Mujeres de República Dominicana.

## Carrera
Jiménez comenzó su carrera de pompa representando a Dorado en la competencia Miss Universo Puerto Rico 2017 realizada en el Centro de Bellas Artes Luis A. Ferré en San Juan, Puerto Rico el 4 de mayo de 2017. Durante el Traje Nacional desfile, se vistió con un elaborado vestido rosa con cuentas de cristal alusivo a una jíbara, realizado por el diseñador venezolano Douglas Tapia. Sin embargo, durante su actuación, sus zapatos de plataforma se enredaron en su falda suelta, lo que la hizo perder el equilibrio y caer al suelo. Aunque probablemente contribuyó a su derrota (al eventual ganador Danna Hernández), se ubicó como la segunda finalista. Jiménez representó a  La Romana durante el certamen de Miss República Dominicana 2019, realizado en el Teatro Nacional de Santo Domingo el 18 de agosto de 2020. Se ubicó como primera finalista y perdió ante el eventual ganador Clauvid Daly. También recibió los premios especiales «Mejor cuerpo» y «Miss Reality Show».
El 28 de septiembre de 2020, Jiménez fue anunciada y designada como Miss República Dominicana 2020, convirtiéndola en la representante de República Dominicana en Miss Universo 2020. El 13 de mayo de 2021 participó en el Concurso Nacional de Vestuario, para el cual vistió un disfraz de «Diosa de los Girasoles». diseñado por Axel Thomas que recibió críticas positivas, aunque algunos comentaristas notaron que uno de los  girasoles de su disfraz se cayó y estaba acostado detrás de ella en el escenario durante su actuación. Terminó quinto entre los concursantes de 73 países., y también ganó el " Carnival Spirit Award".